# Astragalus monadelphus
Astragalus monadelphus är en ärtväxtart som beskrevs av Carl Maximowicz. Astragalus monadelphus ingår i släktet vedlar, och familjen ärtväxter.

## Underarter
Arten delas in i följande underarter:
- A. m. monadelphus
- A. m. xitaibaicus